# أن ديفييس
أن ديفييس Ann Davies (الثامن والعشرين من أكتوبر 1912- 1975) خفائية occultist أمريكية.

## بناة الأديتوم (Builders of the Adytum (B.O.T.A
كخليفة للدكتور بول فوستر كيس Paul Foster Case على رأس بناة الأديتوم، شغلت أن ديفييس الرئاسة العامة Prolocutor General حتى وفاتها سنة 1975. ولقد عملت على توسيع المنهاج الدراسي للمدرسة بإثراء ومراجعة دروس«الأسترولوجيا الباطنية» Esoteric Astrology التي كتبها كيس، وكذا كتابة دروس «تطوير القوى المافوق حسية» Developing SuperSensory Powers، «القطبية الجنسية» Sexual Polarity، «الارتقاء التأملي لشجرة الحياة» Meditational Ascent of the Tree of Livingness و «التعاليم القبلانية عن الانبعاث» Qabalistic Doctrines of Rebirt.
حسب بيان النعي الذي أصدره بناة الأديتوم، فقد ولدت أن ديفييس يوم 28 أكتوبر 1912 في كليفلاند بأوهايو.

## المؤلفات المنشورة
- This is Truth About the Self
- Inspirational Thoughts on the Tarot
- Monograph on Principles of Health and Diet
معلومات هامة عن محاضرات أن ديفييس ومقالاتها عن القبالة، التارو الخفائي، التأمل والأسترولوجيا متوفرة في الموقع الرسمي لبناة الأديتوم.

## وصلات خارجية
- [ http://www.bota.org ] الموقع الرسمي لمدرسة بناة الأديتوم